# حسيني عليا
حسيني عليا (بالفارسية: حسینی علیا) هي منطقة سكنية تقع في قسم ورقه الريفي في إيران. يقدر عدد سكانها بـ 278 نسمة .